# فلويد سميث (لاعب هوكي الجليد)
فلويد سميث هو لاعب هوكي الجليد كندي، ولد في 16 مايو 1935 في بيرث ‏ في كندا.

## وصلات خارجية
- فلويد سميث على موقع دوري الهوكي الوطني (الإنجليزية)
- فلويد سميث على موقع EliteProspects.com (الإنجليزية)
- فلويد سميث على موقع HockeyDB.com (الإنجليزية)
- فلويد سميث على موقع Hockey-Reference.com (الإنجليزية)